# Aerographit
Aerographit galt mit 0,2 Milligramm pro Kubikzentimeter (ohne enthaltene Luft) von 2012 bis 2013 als leichtester Feststoff der Welt, bevor es vom noch 12 % leichteren Aerographen (Graphen-Aerogel) mit 0,16 mg/cm³ Dichte unterboten wurde. Aerographit besteht aus einem Netzwerk von porösen Kohlenstoffröhrchen, die dreidimensional auf Nano- und Mikroebene ineinander verwachsen sind.

## Eigenschaften
Aerographit besitzt eine Dichte von 0,2 kg/m³ (0,2 mg/cm³) (ohne enthaltene Luft; mit Luft ca. 1,493 kg/m³) und ist (mit enthaltener Luft) etwa 75-mal leichter als Styropor. Somit gehört es zu den leichtesten bekannten Feststoffen. Aufgrund seiner Fähigkeit, Lichtstrahlen fast vollständig zu absorbieren, ist es eines der „schwärzesten“ Materialien, die es gibt. Außerdem ist es ein guter elektrischer Leiter, wasserabweisend und im Vergleich zu anderen sehr leichten Stoffen sehr stabil. Es lässt sich um bis zu 95 % komprimieren und wieder in die ursprüngliche Form auseinanderziehen.